# Sonda (Star Trek)
Sonda je název knihy z prostředí Star Treku, jejíž autorkou je Margaret Wander Bonannová z USA. Před vlastním textem je poznámka, která příběh zařazuje před knihu Zpěv z neznáma. Příběh není přepisem žádného filmu či TV epizody z fiktivního světa Star Treku. V originále se kniha nazývala Star Trek - Probe a do prodeje se dostala v USA roku 1992.

## Hlavní postavy příběhu
- Z hvězdoletu Enterprise: James T. Kirk – kapitán, Spock – vědecký důstojník, Leonard McCoy – doktor, Riley – vyslanec ze Země
- Z hvězdoletu Romulanů Galtizh: Hiran – kapitán, Tiam, Jenyu – vyslanci a důstojníci, Jandra - hudebnice
- Sonda – mocná entita nejistého původu, umělá inteligence putující vesmírem

## Obsah
Po úmrtí vládce Romulanského impéria Prétora začíná tichý souboj tamních frakcí o moc. Oficiálně vyzvou Spojenou federaci k vstupním mírovým rozhovorům, jednání připravovaná předem k neúspěchu se však zkomplikují činností záhadné Sondy, nesmírně mocné entity s umělou inteligencí, schopnou zničit jak Zemi, tak kterýkoliv v té době známý hvězdolet obou soupeřů a pohybující se nesmírnou rychlostí. Obě kosmické lodě Enterprise i Galtizh tak navazují vzájemná jednání a čelí zároveň sondě, se kterou dlouho neumí navázat spojení. Sonda hledá inteligentní velryby a překážející a velrybám škodící lidi ze Země i Romulany míní zničit, pokud jí budou v poslání vadit. Předivo rozhovorů a intrik romulanských frakcí zkomplikuje dezerce Jandry s bratrem z Galtizhu na Enterprise, dochází ke zraněním, vzájemným zatýkáním Romulanů. Právě Jandra díky svým hudebním schopnostem napomůže Spockovi nalézt komunikaci se sondou, takže na poslední chvíli je nebezpečí zániku Země a obou hvězdoletů zažehnáno. Konec příběhu naznačuje, že pozdější spolupráce Romulanů a Spojené federace je reálná.

## Originál
Knihu vydalo americké nakladatelství Pocket Books a division of Simon a Schuster Inc., z New Yorku. Držitelem autorských práv je společnost Paramount Pictures. 

## Příloha knihy
Na samotném konci knihy, za tiráží, je připojena čtyřstránková příloha s nadpisem Encyklopedie, samostatně číslovaná, která obsahuje podrobný popis stejnokroje důstojníků Hvězdné flotily po roce 2280 podle filmů. Jsou zde popsány a vyobrazeny i odznaky hodností.

## České vydání knihy
Do češtiny knihu přeložil Jan Mrlík v roce 2001 a vydalo ji nakladatelství Netopejr – Karel Petřík z Olomouce téhož roku jako 7 publikaci  v nákladu 1600 kusů. Brožovaná publikace měla cenu 179 Kč, 360 stran, barevnou obálku s portrétem Jandry z Romulanského impéria, titulem knihy a jménem autora. Vytištěna byla v Přerově. . 